# Meridiano 23 E
O meridiano 23 E é um meridiano que, partindo do Polo Norte, atravessa o Oceano Ártico, Europa, Mar Mediterrâneo, África, Oceano Índico, Oceano Antártico, Antártida e chega ao Polo Sul. Forma um círculo máximo com o Meridiano 157 W.
Começando no Polo Norte, o meridiano 23º Este tem os seguintes cruzamentos:
| País, território ou mar        | Notas                                                |
| ------------------------------ | ---------------------------------------------------- |
| Oceano Ártico                  |                                                      |
| Noruega                        | Ilha Nordaustlandet, Svalbard                        |
| Oceano Ártico                  | Mar de Barents                                       |
| Noruega                        | Ilha Edgeøya, Svalbard                               |
| Oceano Ártico                  | Mar de Barents                                       |
| Noruega                        | Ilhas Sørøy, Seiland e Stjernøya, e continente       |
| Finlândia                      |                                                      |
| Suécia                         |                                                      |
| Mar Báltico                    | Golfo de Bótnia                                      |
| Finlândia                      |                                                      |
| Mar Báltico                    |                                                      |
| Estónia                        | Ilha Hiiumaa                                         |
| Mar Báltico                    | Baía de Kassaare                                     |
| Estónia                        | Ilha Saaremaa                                        |
| Mar Báltico                    | Golfo de Riga - passa a oeste da ilha Ruhnu, Estónia |
| Letônia                        |                                                      |
| Lituânia                       |                                                      |
| Polónia                        |                                                      |
| Ucrânia                        |                                                      |
| Roménia                        |                                                      |
| Bulgária                       | Cerca de 9 km                                        |
| Roménia                        |                                                      |
| Bulgária                       |                                                      |
| Sérvia                         | Cerca de 7 km no extremo leste do país               |
| Bulgária                       |                                                      |
| Macedônia do Norte             | Cerca de 10 km no extremo leste do país              |
| Bulgária                       |                                                      |
| Grécia                         |                                                      |
| Mar Mediterrâneo               | Mar Egeu                                             |
| Grécia                         |                                                      |
| Mar Egeu                       | Golfo Pagasítico                                     |
| Grécia                         | Continente, ilha Eubeia, e continente de novo        |
| Golfo Alquionídico             |                                                      |
| Grécia                         | Peloponeso                                           |
| Mar Egeu                       | Golfo Argólico                                       |
| Grécia                         | Peloponeso e ilha Kythira                            |
| Mar Mediterrâneo               |                                                      |
| Líbia                          |                                                      |
| Chade                          |                                                      |
| Sudão                          |                                                      |
| República Centro-Africana      |                                                      |
| República Democrática do Congo |                                                      |
| Angola                         |                                                      |
| Zâmbia                         |                                                      |
| Angola                         |                                                      |
| Namíbia                        | Faixa de Caprivi                                     |
| Botswana                       |                                                      |
| África do Sul                  |                                                      |
| Oceano Índico                  |                                                      |
| Oceano Antártico               |                                                      |
| Antártida                      | Terra da Rainha Maud, reclamada pela Noruega         |